# West Greenwich
West Greenwich es un pueblo ubicado en el condado de Kent en el estado estadounidense de Rhode Island. En el año 2000 tenía una población de 5,085 habitantes y una densidad poblacional de 38.8 personas por km².

## Geografía
West Greenwich se encuentra ubicado en las coordenadas 41°37′46″N 71°39′37″O / 41.62944, -71.66028. Según la Oficina del Censo, la ciudad tiene un área total de 132,9 km² (51,3 mi²), de la cual 131,1 km² (50,6 mi²) es tierra y 1,8 km² (0,7 mi²) (1.34%) es agua.

## Demografía
Según la Oficina del Censo en 2000 los ingresos medios por hogar en la localidad eran de $65,725, y los ingresos medios por familia eran $71,332. Los hombres tenían unos ingresos medios de $44,306 frente a los $32,933 para las mujeres. La renta per cápita para la localidad era de $25,750. Alrededor del 2.5% de la población estaban por debajo del umbral de pobreza.